# Romhány vasútállomás
Romhány vasútállomás egy Nógrád vármegyei vasútállomás, amit a MÁV üzemeltetett. A vasúti forgalom szünetel.

## Áthaladó vasútvonalak
A vasútállomást az alábbi vasútvonalak érintik:
- Diósjenő–Romhány-vasútvonal

## Kapcsolódó állomások
A vasútállomáshoz a következő állomások vannak a legközelebb:
- Világospuszta megállóhely (Diósjenő vasútállomás, Diósjenő–Romhány-vasútvonal)

## Forgalom
A vasútállomáson és a rajta áthaladó vasútvonalon a vasúti forgalom 2007. március 4-e óta szünetel.
Bővebben: 2007-es magyarországi vasútbezárások

## Megközelítése
A vasútállomás Romhány központjában helyezkedik el, közúti megközelítése a helyi Vasút utcán keresztül lehetséges.